# Pere Grases i Gonzàlez
Pere Grases i Gonzàlez   (Vilafranca del Penedès, 17 de setembre de 1909 - Caracas, 15 d'agost de 2004) fou un escriptor i filòsof català.

## Biografia
Es llicencià en filosofia i lletres a la Universitat de Barcelona el 1931. Col·laborà a Acció i Gaseta de Vilafranca, de la qual fou codirector, i un dels fundadors de la revista catalana d'avantguarda Hèlix. El 1932 fou catedràtic de literatura a l'Institut Escola del Parc de la Ciutadella i professor de llengua àrab a la Universitat Autònoma de Barcelona.
Exercí també com a advocat i, des de la proclamació de la Segona República Espanyola, fou secretari de l'alcalde de Barcelona Carles Pi i Sunyer. En començar la guerra civil espanyola ajudà a salvar molts persones. El 1936 s'exilià a França i el 1937 s'establí a Caracas (Veneçuela), on fou professor de l'Instituto Pedagógico Nacional fins al 1946, i catedràtic i fundador de la Facultat de Filosofia i Lletres de la Universitat Central de Veneçuela.
Va estudiar i revaloritzar figures com Andrés Bello o Simón Bolívar, i publicà nombrosos treballs i monografies, així com nombrosos estudis sobre la història del periodisme, de la impremta i de la bibliografia veneçolanes. Paral·lelament, col·laborà activament en les tasques del Centre Català de Caracas. El 1976 donà la seva biblioteca particular (uns 65 000 volums) a la Universitat Metropolitana de Caracas, que construí un edifici que porta el seu nom.
Ha format part de nombroses institucions acadèmiques americanes i europees i rebé nombrosos honors i condecoracions, entre els quals el títol de doctor honoris causa de les universitats de Mérida, Santigo de Xile, San Marcos de Lima, Coral Gables de Miami i Barcelona. L'Amherst College de Massachusetts creà el 1982 el Pedro Grases Prize per a estudiants de llengua i cultura hispàniques.
El 1992 formà part de la Comissió Amèrica i Catalunya, des d'on impulsà el Diccionari dels Catalans d'Amèrica (1992) amb Prócoro Hernández i Albert Manent. Sempre mantingué un contacte permanent amb Catalunya, on hi desenvolupà una prolífica tasca cultural mitjançant conferències, publicacions, animació i promoció d'estudis de temàtica catalana. Per aquest motiu el 1982 va rebre la Creu de Sant Jordi de la Generalitat de Catalunya.

## Obres
- Andrés Bello, el primer humanista de América (1957)
- Estudios bibliográficos (1961)
- Hores de joventut i maduresa (1975)
- Fèlix Cardona i Puig. Mite i realitat al cor d'Amèrica del Sud Arxivat 2015-11-24 a Wayback Machine. (1982)